# Airi Avameri
Airi Avameri (* 18. Februar 1998) ist eine estnische Tischtennisspielerin. Sie wurde dreimal baltische Meisterin und nahm bisher (2020) an insgesamt fünf Europameisterschaften sowie vier Weltmeisterschaften teil.                                                                                                                                                                                       

## Turnierergebnisse
| Verband | Veranstaltung       | Jahr | Ort           | Land | Einzel     | Doppel        | Mixed      | Team |
| ------- | ------------------- | ---- | ------------- | ---- | ---------- | ------------- | ---------- | ---- |
| EST     | Europameisterschaft | 2019 | Nantes        | FRA  |            |               |            | 32   |
| EST     | Europameisterschaft | 2018 | Alicante      | ESP  | Qual.      | letzte 32     | letzte 64  |      |
| EST     | Europameisterschaft | 2017 | Luxemburg     | LUX  |            |               |            | 34   |
| EST     | Europameisterschaft | 2016 | Budapest      | HUN  | Qual.      | letzte 32     | letzte 32  |      |
| EST     | Europameisterschaft | 2015 | Jekaterinburg | RUS  |            |               |            | 29   |
| EST     | Universiade         | 2019 | Neapel        | ITA  | letzte 64  |               |            |      |
| EST     | Challenge Series    | 2018 | Almería       | ESP  | letzte 64  | Viertelfinale |            |      |
| EST     | World Tour          | 2014 | Minsk         | BLR  | letzte 64  |               |            |      |
| EST     | Weltmeisterschaft   | 2019 | Budapest      | HUN  | letzte 128 | letzte 64     | letzte 128 |      |
| EST     | Weltmeisterschaft   | 2017 | Düsseldorf    | GER  | letzte 128 | letzte 32     | letzte 128 |      |
| EST     | Weltmeisterschaft   | 2016 | Kuala Lumpur  | MAS  |            |               |            | 53   |
| EST     | Weltmeisterschaft   | 2015 | Suzhou        | CHN  | Qual.      | letzte 32     | letzte 32  |      |

## Aktivitäten in Deutschland
Die damals 20-Jährige Estin trat in der Saison 2017/18 für den SC Niestetal im Landkreis Kassel an die Tische. Dort erreichte sie die zweitbeste Bilanz aller Spielerinnen in der 3. Bundesliga Nord. Seit der Saison 2018/19 spielt sie für den TuS Uentrop in der 2. Bundesliga.

## Privat
Avameri lebt in Leipzig in der Nähe eines Tischtennis-Leistungszentrums und studiert an einer Fernuniversität Jura.